# Монооксид углерода
Моноокси́д углеро́да (оксид углерода(II), о́кись углеро́да, уга́рный газ; лат. Carbonii monoxidum; химическая формула — CO) — химическое соединение, представляющее собой несолеобразующий оксид углерода, состоящий из одного атома кислорода и углерода. Сильнейший восстановитель.
При стандартных условиях монооксид углерода — это бесцветный токсичный газ без вкуса и запаха, легче воздуха.

## Строение молекулы
Молекула CO имеет тройную связь, как и молекула азота N2. Так как эти молекулы сходны по строению (изоэлектронны, двухатомны, имеют близкую молярную массу), то и свойства их также схожи — очень низкие температуры плавления и кипения, близкие значения стандартных энтропий и т. п.
В рамках метода валентных связей строение молекулы CO можно описать формулой :C≡O:.
Согласно методу молекулярных орбиталей, электронная конфигурация невозбуждённой молекулы CO σ2
Oσ2
zπ4
x, y σ2
C. Тройная связь образована σ-связью, образованной за счёт σz электронной пары, а электроны дважды вырожденного уровня πx, y соответствуют двум π-связям. Электроны на несвязывающих σC-орбитали и σO-орбитали соответствуют двум электронным парам, одна из которых локализована у атома углерода, другая — у атома кислорода.
Благодаря наличию тройной связи молекула CO весьма прочна (энергия диссоциации — 1069 кДж/моль (256 ккал/моль), что больше, чем у любых других двухатомных молекул), и имеет малое межъядерное расстояние (dC≡O=0,1128 нм).
Молекула слабо поляризована, её электрический дипольный момент μ = 0,04⋅10−29 Кл·м. Многочисленные исследования показали, что отрицательный заряд в молекуле CO сосредоточен на атоме углерода C−←O+ (направление дипольного момента в молекуле противоположно предполагавшемуся ранее). Энергия ионизации — 14,0 эВ, силовая константа связи — k = 18,6.

## Свойства
Оксид углерода(II) представляет собой бесцветный газ без вкуса и запаха. Горюч. Так называемый «запах угарного газа» на самом деле представляет собой запах органических примесей.
| Стандартная энергия Гиббса образования ΔG | −137,14 кДж/моль (г.) (при 298 К) |
| Стандартная энтропия образования S        | 197,54 Дж/моль·K (г.) (при 298 К) |
| Стандартная мольная теплоёмкость Cp       | 29,11 Дж/моль·K (г.) (при 298 К)  |
| Энтальпия плавления ΔHпл                  | 0,838 кДж/моль                    |
| Энтальпия кипения ΔHкип                   | 6,04 кДж/моль                     |
| Критическая температура tкрит             | −140,23 °C                        |
| Критическое давление Pкрит                | 3,499 МПа                         |
| Критическая плотность ρкрит               | 0,301 г/см³                       |

Основными типами химических реакций, в которых участвует оксид углерода(II), являются реакции присоединения и окислительно-восстановительные реакции, в которых он проявляет восстановительные свойства.
При комнатных температурах CO малоактивен, его химическая активность значительно повышается при нагревании и в растворах. Так, в растворах он восстанавливает соли Au, Pt, Pd и других до металлов уже при комнатной температуре. При нагревании восстанавливает и другие металлы, например CO + CuO → Cu + CO2↑. Это широко используется в пирометаллургии. На реакции CO в растворе с хлоридом палладия основан способ качественного обнаружения CO.
Окисление СО в растворе часто идёт с заметной скоростью лишь в присутствии катализатора. При подборе последнего основную роль играет природа окислителя. Так, KMnO4 быстрее всего окисляет СО в присутствии мелкораздробленного серебра, K2Cr2O7 — в присутствии солей ртути, KClO3 — в присутствии OsO4. В общем, по своим восстановительным свойствам СО похож на молекулярный водород.
Ниже 830 °C более сильным восстановителем является CO, выше — водород. Поэтому равновесие реакции {\displaystyle {\mathsf {H_{2}O+CO\rightleftarrows CO_{2}+H_{2}}}} до 830 °C смещено вправо, выше 830 °C — влево.
Интересно, что существуют бактерии, способные за счёт окисления СО получать необходимую им для жизни энергию.
Оксид углерода(II) горит пламенем синего цвета (температура начала реакции 700 °C) на воздухе:
{\displaystyle {\mathsf {2CO+O_{2}\rightarrow 2CO_{2}}}} (ΔG°298 = −257 кДж, ΔS°298 = −86 Дж/K).
Благодаря такой хорошей теплотворной способности CO является компонентом разных технических газовых смесей (например, генераторный газ), используемых, в том числе, для отопления. В смеси с воздухом взрывоопасен; нижний и верхний концентрационные пределы распространения пламени: от 12,5 до 74 % (по объёму).
Оксид углерода(II) реагирует с галогенами. Наибольшее практическое применение получила реакция с хлором:
{\displaystyle {\mathsf {CO+Cl_{2}{\xrightarrow {h\nu }}COCl_{2}}}.}
Реакция экзотермическая, её тепловой эффект 113 кДж, в присутствии катализатора (активированный уголь) она идёт уже при комнатной температуре. В результате реакции образуется фосген — вещество, получившее широкое распространение в разных отраслях химии (а также как боевое отравляющее вещество). По аналогичным реакциям могут быть получены COF2 (карбонилфторид) и COBr2 (карбонилбромид). Карбонилиодид не получен. Экзотермичность реакций быстро снижается от F к I (для реакций с F2 тепловой эффект 481 кДж, с Br2 — 4 кДж). Можно также получать и смешанные производные, например COFCl (см. галогенпроизводные угольной кислоты).
Реакцией CO с F2, кроме карбонилфторида COF2, можно получить перекисное соединение (FCO)2O2. Его характеристики: температура плавления −42 °C, кипения +16 °C, обладает характерным запахом (похожим на запах озона), при нагревании выше 200 °C разлагается со взрывом (продукты реакции CO2, O2 и COF2), в кислой среде реагирует с иодидом калия по уравнению:
{\displaystyle {\mathsf {(FCO)_{2}O_{2}+2KI\rightarrow 2KF+I_{2}+2CO_{2}.}}}
Оксид углерода(II) реагирует с халькогенами. С серой образует карбонилсульфид COS, реакция идёт при нагревании, по уравнению:
{\displaystyle {\mathsf {CO+S\rightarrow COS}}} (ΔG°298 = −229 кДж, ΔS°298 = −134 Дж/K).
Получены также аналогичные карбонилселенид COSe и карбонилтеллурид COTe.
Восстанавливает SO2:
{\displaystyle {\mathsf {2CO+SO_{2}\rightarrow 2CO_{2}+S.}}}
C переходными металлами образует горючие и ядовитые соединения — карбонилы,
такие как [Fe(CO)5], [Cr(CO)6], [Ni(CO)4], [Mn2(CO)10], [Co2(CO)9] и др. Некоторые из них летучие.
{\displaystyle {\mathsf {nCO+Me\rightarrow [Me(CO)_{n}]}}}
Оксид углерода(II) незначительно растворяется в воде, однако не реагирует с ней. Также он не вступает в реакции с растворами щелочей и кислот. Однако реагирует с расплавами щелочей с образованием соответствующих формиатов:
{\displaystyle {\mathsf {CO+KOH\rightarrow HCOOK.}}}
Оксид углерода(II) реагирует с металлическим калием с образованием смеси продуктов общей формулы {\displaystyle {\ce {(COK)n}}}, эта реакция была описана Юстусом Либихом в 1834 г. Состав смеси зависит от условий проведения реакции, при определенных условиях основным продуктом является калиевая соль гексагидроксибензола {\displaystyle {\ce {(COK)6}}} (35% при 150-200 C), предполагается, что при этом первоначально образуется этинилдиолат калия {\displaystyle {\ce {KOC#COK}}}, который сначала димеризуется в {\displaystyle {\ce {(COK)4}}} (что подтверждено выделением {\displaystyle {\ce {C4O4(Me)4}}} из смеси продуктов метилирования {\displaystyle {\ce {(COK)n}}} метилйодидом), который, после присоединения еще одной молекулы этинилдиолата образует калиевая соль гексагидроксибензола.
Реакцией с аммиаком при высоких температурах можно получить важное для промышленности соединение — синильную кислоту HCN. Реакция идёт в присутствии катализатора (диоксид тория ThO2) по уравнению:
{\displaystyle {\mathsf {CO+NH_{3}\rightarrow H_{2}O+HCN.}}}
Важнейшим свойством оксида углерода(II) является его способность реагировать с водородом с образованием органических соединений (процесс синтеза Фишера — Тропша):
{\displaystyle {\mathsf {xCO+yH_{2}\rightarrow }}} спирты + линейные алканы.
Этот процесс является источником производства таких важнейших промышленных продуктов как метанол, синтетическое дизельное топливо, многоатомные спирты, масла и смазки.

## Физиологическое действие

### Токсичность
Оксид углерода(II) чрезвычайно токсичен. В Белоруссии и России в соответствии с ГОСТ 12.1.007-76 «Система стандартов безопасности труда (ССБТ). Вредные вещества. Классификация и общие требования безопасности» оксид углерода является токсичным малоопасным веществом по степени воздействия на организм 4-го класса опасности.
TLV (предельная пороговая концентрация, США) — 25 ppm; TWA (среднесменная концентрация, США; ACGIH 1994—1995) — 29 мг/м³; MAC (максимальная допустимая концентрация, США): 30 ppm; 33 мг/м³. ПДКр.з. по ГН 2.2.5.1313-03 «Предельно допустимые концентрации (ПДК) вредных веществ в воздухе рабочей зоны» составляет 20 мг/м³ (около 0,0017 %).
В выхлопе бензинового автомобиля допускается до 1,5—3,0 % (допустимая концентрация сильно различается в зависимости от страны/применяемых стандартов; 3 % — много даже для старого карбюраторного автомобиля без каталитического нейтрализатора).
По классификации ООН оксид углерода(II) относится к классу опасности 2,3, вторичная опасность по классификации ООН равна 2,1.
Угарный газ особенно опасен, так как не имеет запаха. Попадая в легкие, он поступает в кровь, где вступает в конкуретное взаимодействие с с гемоглобином, в котором замещает собой атом кислорода. Образовавшееся соединение носит название карбоксигемоглобин. Это соединение намного прочнее гемоглобина и не захватывает кислород. Накопление его в крови приводит к развитию гипоксии, которая выражается в упадке нервной деятельности и быстрой смерти. Болезненные ощущения при отравлении отсутствуют.
Признаки неострого (средней тяжести) отравления: головная боль и головокружение, сужение поля восприятия; отмечается шум в ушах, одышка, учащённое сердцебиение, мерцание перед глазами, покраснение всех кожных покровов (характерно для всех ингибиторов дыхательной цепи), общая мышечная слабость, тошнота, иногда рвота; в терминальных стадиях судороги, обморок, смерть. Один из показательных симптомов неострого отравления - кошмарные сновидения.
Токсическое действие оксида углерода(II) обусловлено образованием карбоксигемоглобина — значительно более прочного карбонильного комплекса с гемоглобином, по сравнению с комплексом гемоглобина с кислородом (оксигемоглобином). Таким образом, блокируются процессы транспортировки кислорода и клеточного дыхания. Концентрация в воздухе более 0,1 % приводит к смерти в течение одного часа.
Опыты на молодых крысах показали, что концентрация CO в воздухе 0,02 % замедляет их рост и снижает активность по сравнению с контрольной группой.
Ототоксичен (может ухудшать слух).

#### Помощь при отравлении оксидом углерода(II)
При отравлении рекомендуются следующие действия:
- пострадавшего следует вынести на свежий воздух.
- искусственная вентиляция лёгких, О2-терапия, в том числе в барокамере;
- ацизол, хромосмон, унитиол, метиленовый синий внутривенно.

Мировой медицине неизвестны надежные антидоты для применения в случае отравления угарным газом.
Ввиду особенностей взаимодействия окиси углерода и гемоглобина категорически запрещается давать отравленному чистый кислород - только в смеси с углекислым газом (карбоген), чтобы перевести карбоксигемоглобин крови в карбогемоглобин, который в свою очередь, затем трансформируется в оксигемоглобин.

#### Защита от оксида углерода(II)
CO очень слабо поглощается активированным углём обычных фильтрующих противогазов, поэтому для защиты от него применяется специальный фильтрующий элемент (он может также подключаться дополнительно к основному) — гопкалитовый патрон. Гопкалит представляет собой катализатор, способствующий окислению CO в CO2 при нормальных температурах. Недостатком использования гопкалита является то, что при его применении приходится вдыхать нагретый в результате реакции воздух. Обычный способ защиты — использование изолирующего дыхательного аппарата.

### Эндогенный монооксид углерода
Эндогенный монооксид углерода вырабатывается в норме клетками организма человека и животных и выполняет функцию сигнальной молекулы. Он играет известную физиологическую роль в организме, в частности, является
нейротрансмиттером и вызывает вазодилатацию. Ввиду роли эндогенного угарного газа в организме нарушения его метаболизма связывают с различными заболеваниями, такими, как нейродегенеративные заболевания, атеросклероз кровеносных сосудов, гипертоническая болезнь, сердечная недостаточность, различные воспалительные процессы.
Эндогенный угарный газ образуется в организме благодаря окисляющему действию фермента гемоксигеназы на гем, являющийся продуктом разрушения гемоглобина и миоглобина, а также других гемосодержащих белков. Этот процесс вызывает образование в крови человека небольшого количества карбоксигемоглобина, даже если человек не курит и дышит не атмосферным воздухом (всегда содержащим небольшие количества экзогенного угарного газа), а чистым кислородом или смесью азота с кислородом.
Вслед за появившимися в 1993 году данными о том, что эндогенный угарный газ является нормальным нейротрансмиттером в организме человека, а также одним из трёх эндогенных газов, которые в норме модулируют течение воспалительных реакций в организме (два других — оксид азота(II) и сероводород), эндогенный угарный газ привлёк значительное внимание клиницистов и исследователей как важный биологический регулятор. Было показано, что во многих тканях все три вышеупомянутых газа являются противовоспалительными веществами, вазодилататорами, а также вызывают ангиогенез. Однако не всё так просто и однозначно. Ангиогенез — не всегда полезный эффект, поскольку он, в частности, играет роль в росте злокачественных опухолей, а также является одной из причин повреждения сетчатки при макулярной дегенерации. В частности, курение (основной источник угарного газа в крови, дающий в несколько раз большую концентрацию его, чем естественная продукция) повышает риск макулярной дегенерации сетчатки в 4—6 раз.
Существует теория о том, что в некоторых синапсах нервных клеток, где происходит долговременное запоминание информации, принимающая клетка в ответ на принятый сигнал вырабатывает эндогенный угарный газ, который передаёт сигнал обратно передающей клетке, чем сообщает ей о своей готовности и в дальнейшем принимать сигналы от неё и повышая активность клетки-передатчика сигнала. Некоторые из этих нервных клеток содержат гуанилатциклазу, фермент, который активируется при воздействии эндогенного угарного газа.
Исследования, посвящённые роли эндогенного угарного газа как противовоспалительного вещества и цитопротектора, проводились во множестве лабораторий по всему миру. Эти свойства эндогенного угарного газа делают воздействие на его метаболизм интересной терапевтической мишенью для лечения таких разных патологических состояний, как повреждение тканей, вызванное ишемией и последующей реперфузией (а это, например, инфаркт миокарда, ишемический инсульт), отторжение трансплантата, атеросклероз сосудов, тяжёлый сепсис, тяжёлая малярия, аутоиммунные заболевания. Проводились в том числе и клинические испытания на человеке, однако результаты их пока ещё не опубликованы.
На 2015 год о роли эндогенного угарного газа в организме известно следующее:
- он является одной из важных эндогенных сигнальных молекул;
- он модулирует функции ЦНС и сердечно-сосудистой системы;
- он ингибирует агрегацию тромбоцитов и их адгезию к стенкам сосудов;
- влияние на обмен эндогенного угарного газа в будущем может быть одной из важных терапевтических стратегий при ряде заболеваний.

## История открытия
Токсичность дыма, выделяющегося при горении угля, была описана ещё Аристотелем и Галеном.
Оксид углерода(II) был впервые получен французским химиком Жаком де Лассоном в 1776 году при нагревании оксида цинка с углём, но первоначально его ошибочно приняли за водород, так как он сгорал синим пламенем.
То, что в состав этого газа входит углерод и кислород, обнаружил в 1800 году английский химик Вильям Крюйкшенк. Токсичность газа была исследована в 1846 году французским медиком Клодом Бернаром в опытах на собаках.
Оксид углерода(II) вне атмосферы Земли впервые был обнаружен бельгийским учёным М. Мижотом (M. Migeotte) в 1949 году по наличию основной колебательно-вращательной полосы в ИК-спектре Солнца. Оксид углерода(II) в межзвёздной среде был обнаружен в 1970 году.

## Получение

### Промышленный способ

Влияние температуры на равновесие реакции:

Образуется при горении углерода или соединений на его основе (например, бензина) в условиях недостатка кислорода:
{\displaystyle {\mathsf {2C+O_{2}\rightarrow 2CO\uparrow }}} (тепловой эффект этой реакции 220 кДж),
Также образуется при восстановлении диоксида углерода раскалённым углём:
{\displaystyle {\mathsf {CO_{2}+C\rightleftarrows 2CO\uparrow }}} (ΔH = 172 кДж, ΔS = 176 Дж/К)
Эта реакция происходит при печной топке, когда слишком рано закрывают печную заслонку (пока окончательно не прогорели угли). Образующийся при этом оксид углерода(II) вследствие своей ядовитости вызывает физиологические расстройства («угар») и даже смерть (см. ниже), отсюда и одно из тривиальных названий — «угарный газ».
Реакция восстановления диоксида углерода обратимая, влияние температуры на состояние равновесия этой реакции приведено на графике. Протекание реакции вправо обеспечивает энтропийный фактор, а влево — энтальпийный. При температуре ниже 400 °C равновесие практически полностью сдвинуто влево, а при температуре выше 1000 °C вправо (в сторону образования CO). При низких температурах скорость этой реакции очень мала, поэтому оксид углерода(II) при нормальных условиях вполне устойчив. Это равновесие носит специальное название равновесие Будуара.
Смеси оксида углерода(II) с другими веществами получают при пропускании воздуха, водяного пара и т. п. сквозь слой раскалённого кокса, каменного или бурого угля и т. п. (см. генераторный газ, водяной газ, смешанный газ, синтез-газ).

### Лабораторный способ
Разложение жидкой муравьиной кислоты под действием горячей концентрированной серной кислоты либо пропускание газообразной муравьиной кислоты над P2O5. Схема реакции:
{\displaystyle {\mathsf {HCOOH{\xrightarrow[{H_{2}SO_{4}}]{^{o}t}}H_{2}O+CO\uparrow }}}
Можно также обработать муравьиную кислоту хлорсульфоновой. Эта реакция идёт уже при обычной температуре по схеме:
{\displaystyle {\mathsf {HCOOH+HSO_{3}Cl\rightarrow H_{2}SO_{4}+HCl\uparrow +CO\uparrow .}}}
Нагревание смеси щавелевой и концентрированной серной кислот. Реакция идёт по уравнению:
{\displaystyle {\mathsf {H_{2}C_{2}O_{4}{\xrightarrow[{H_{2}SO_{4}}]{^{o}t}}CO\uparrow +CO_{2}\uparrow +H_{2}O.}}}
Нагревание смеси гексацианоферрата(II) калия с концентрированной серной кислотой. Реакция идёт по уравнению:
{\displaystyle {\mathsf {K_{4}[Fe(CN)_{6}]+6H_{2}SO_{4}+6H_{2}O{\xrightarrow[{}]{^{o}t}}2K_{2}SO_{4}+FeSO_{4}+3(NH_{4})_{2}SO_{4}+6CO\uparrow .}}}
Восстановлением из карбоната цинка магнием при нагревании:
{\displaystyle {\mathsf {Mg+ZnCO_{3}{\xrightarrow[{}]{^{o}t}}MgO+ZnO+CO\uparrow .}}}

## Определение оксида углерода(II)
Качественно можно определить наличие CO по потемнению растворов хлорида палладия (или пропитанной этим раствором бумаги). Потемнение связано с выделением мелкодисперсного металлического палладия по схеме:
{\displaystyle {\mathsf {PdCl_{2}+CO+H_{2}O\rightarrow Pd\downarrow +CO_{2}\uparrow +2HCl.}}}
Эта реакция очень чувствительная. Стандартный раствор: 1 грамм хлорида палладия на литр воды.
Количественное определение оксида углерода(II) основано на иодометрической реакции:
{\displaystyle {\mathsf {5CO+I_{2}O_{5}\rightarrow 5CO_{2}\uparrow +I_{2}.}}}

## Применение
- Оксид углерода(II) является промежуточным реагентом, используемым в реакциях с водородом в важнейших промышленных процессах для получения органических спиртов и неразветвлённых углеводородов.
- Оксид углерода(II) применяется для обработки мяса животных и рыбы, придаёт им ярко-красный цвет и вид свежести, не изменяя вкуса (технологии Clear smoke[англ.] и Tasteless smoke[англ.]). Допустимая концентрация CO равна 200 мг/кг мяса.
- Оксид углерода(II) является основным компонентом генераторного газа, использовавшегося в качестве топлива в газогенераторных автомобилях.
- Угарный газ от выхлопа двигателей применялся нацистами в годы Второй мировой войны для массового умерщвления людей путём отравления (газовая камера, газенваген).

## Оксид углерода(II) в атмосфере Земли

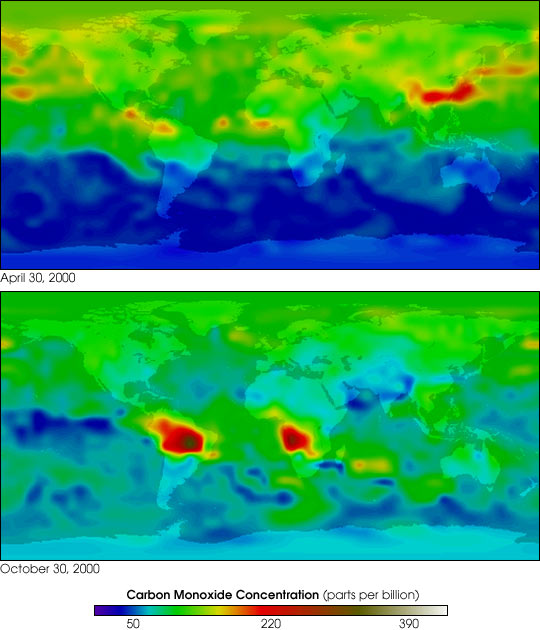
Содержание CO в атмосфере Земли по данным MOPITT

Различают природные и антропогенные источники поступления в атмосферу Земли. В естественных условиях, на поверхности Земли, CO образуется при неполном анаэробном разложении органических соединений и при сгорании биомассы, в основном в ходе лесных и степных пожаров. Оксид углерода(II) образуется в почве как биологическим путём (выделение живыми организмами), так и небиологическим. Экспериментально доказано выделение оксида углерода(II) за счёт обычных в почвах фенольных соединений, содержащих группы OCH3 или OH в орто- или пара-положениях по отношению к первой гидроксильной группе.
Общий баланс продуцирования небиологического CO и его окисления микроорганизмами зависит от конкретных экологических условий, в первую очередь от влажности и значения pH. Например, из аридных почв оксид углерода(II) выделяется непосредственно в атмосферу, создавая таким образом локальные максимумы концентрации этого газа.
В атмосфере СО является продуктом цепочек реакций с участием метана и других углеводородов (в первую очередь, изопрена).
Основным антропогенным источником CO в настоящее время служат выхлопные газы двигателей внутреннего сгорания. Оксид углерода образуется при сгорании углеводородного топлива в двигателях внутреннего сгорания при недостаточных температурах или плохой настройке системы подачи воздуха (подается недостаточное количество кислорода для окисления CO в CO2). В прошлом значительную долю антропогенного поступления CO в атмосферу обеспечивал светильный газ, использовавшийся для освещения помещений в XIX веке. По составу он примерно соответствовал водяному газу, то есть содержал до 45 % оксида углерода(II). В коммунальной сфере не применяется ввиду наличия значительно более дешёвого и энергоэффективного аналога — природного газа.
Поступление CO от природных и антропогенных источников примерно одинаково.
Оксид углерода(II) в атмосфере находится в быстром круговороте: среднее время его пребывания составляет около 35 суток. Основной канал потери CO — окисление гидроксилом до диоксида углерода.

## Оксид углерода(II) в космическом пространстве
Оксид углерода(II) — вторая по распространённости (после H2) молекула в межзвёздной среде. Этот газ играет важную роль в эволюции молекулярных газовых облаков, в которых происходит активное звездообразование. Как и другие молекулы, CO излучает ряд инфракрасных линий, возникающих при переходах между вращательными уровнями молекулы; эти уровни возбуждаются уже при температурах в несколько десятков кельвин. Концентрация CO в межзвёздной среде достаточно мала, чтобы (в отличие от гораздо более распространённой молекулы H2) излучение в молекулярных вращательных линиях не испытывало сильного самопоглощения в облаке. В результате энергия почти беспрепятственно уходит из облака, которое остывает и сжимается, запуская механизм звездообразования. В наиболее плотных облаках, где самопоглощение в линиях CO оказывается значительным, становится заметной потеря энергии в линиях редкого изотопного аналога 13CO (относительная изотопная распространённость 13C — около 1 %). В связи с его более сильным излучением, по сравнению с атомарным водородом, оксид углерода(II) используется для поиска подобных газовых скоплений. В феврале 2012 года астрономы с использованием космического телескопа Европейского космического агентства «Планк» составили наиболее полную карту его распределения по небесной сфере.